# Navia duidae
Navia duidae är en gräsväxtart som beskrevs av Lyman Bradford Smith. Navia duidae ingår i släktet Navia och familjen Bromeliaceae. Inga underarter finns listade i Catalogue of Life.